# 김미래
김미래(2001년 4월 7일~)는 조선민주주의인민공화국의 다이빙 선수이다. 2024년 하계 올림픽에 참가, 은메달 1개, 동메달 1개를 획득하였다.

## 경력
2015년에 조선민주주의인민공화국 다이빙 국가대표로 발탁되었다. 그 해 10월 싱가포르에서 열린 다이빙 그랑프리 대회를 통해 국제 대회에 데뷔했다.
이듬해인 2016년 8월 브라질 리우데자네이루에서 열린 2016년 하계 올림픽에 참가했다. 당시 15세의 나이로 조선민주주의민공화국 선수 중 최연소 선수로 참가했으며 김국향과 함께 10m 싱크로 경기에 출전하여 4위에 올랐다.
이듬해인 2017년 7월 헝가리 부다페스트에서 열린 2017년 세계 선수권 대회에 참가했으며 김국향과 함께 10m 싱크로 은메달을 획득했고 현일명과 함께 10m 혼성 싱크로 동메달을 획득했다. 2018년 8월에는 인도네시아 자카르타에서 열린 2018년 아시안 게임에 참가하여 김국향과 함께 여자 10m 싱크로 종목 은메달을 획득했고 여자 10m 스프링보드 종목에서 중국의 쓰야제와 장자치의 뒤를 이어 동메달을 획득했다.
2024년 7월에는 프랑스 파리에서 열린 2024년 하계 올림픽에 참가했다. 7월 31일 여자 10 m 싱크로에서 조진미와 함께 은메달을 획득했다. 8월 5일에는 다이빙 여자 10 m 플랫폼에 참가하여 중국의 취안훙찬과 천위시의 뒤를 이어 동메달을 획득했다.